# Orvel
Orvel je rock sastav iz Zagreba, osnovan 2011. godine. 

## Članovi
- Igor Ilić - vokal, električna gitara, bas gitara, bubnjevi i sintesajzer.
- Marko Čorokalo - bas gitara
- Petar Novak - bubnjevi, električna gitara, bas gitara
- Karlo Uchytil - sintesajzer i električna gitara.
- Marko Jankek - električna gitara.

## Bivši članovi
- Ivo Matić - bas gitara
- Filip Riđički - bubnjevi
- Bojan Arežina - sintesajzer, električna gitara

## Povijest
Sastav je osnovan 2011. godine u Zagrebu. 2011. objavljuju svoj prvi singl i glazbeni spot za pjesmu "Vodi me". 2013. godine potpisuju ugovor za diskografsku kuću Croatia Records. Prvi singl grupe, pjesma "Vodi me", objavljena je na Indie Kompilaciji - Tragovi diskografske kuće Croatia Records. Debitantski album "Dani" grupa izdaje 2015. godine. Album je zapažen kod kritičara te po nekoliko uspješnih singlova. Glazbeni spot za pjesmu "Ovo nije zapad", drugi po redu singl izdan s albuma "Dani", nominiran je 2015. za najbolji spot godine i montažu na Split spot festivalu.
2016. novim singlom i glazbenim spotom za pjesmu "Puls", grupa najavljuje drugi album pod nazivom DIV. Sveukupno pet singlova s albuma DIV popraćeno je i glazbenim spotovima a spot za pjesmu "2020" nominiran je za najbolji Indie video na Adria Muzzik Video Awards 2020. godine.
2022. novim singlom i glazbenim spotom za pjesmu "Gadovi", grupa najavljuje svoj treći album pod nazivom "Priče o putovanjima i stajanju na mjestu". Album je snimljen uživo na dvodnevnoj rezidenciji u kino dvorani Kuće Klajn. 
U emisiji Music Pub urednika i voditelja Zlatka Turkalja, grupa za album "Priče o putovanjima i stajanju na mjestu" dobiva nagradu Moj prvi Music Pub za grupu godine.

## Diskografija

### Albumi
- Dani (2015.)
- Div (2019.)
- Priče o putovanjima i stajanju na mjestu (2022.)

### Singlovi
- "Vodi me" (2011.)
- "Ovo nije zapad" (2014.)
- "Sve nastaje uz ples" (2015.)
- "Puls" (2016.)
- "Kraj" (2017.)
- "Nula i jedan" (2018.)
- "2020" (2018.)
- "Manifest" (2019.)
- "Gadovi" (2022.)
- "Suton" (2022.)
- "Arhitekt" (2022.)
- "Upali svjetlo feat. Damir Trkulja" (2024.)